# Scarpa d'oro 1987
La Scarpa d'oro 1987 è il riconoscimento calcistico che è stato assegnato al miglior marcatore assoluto in Europa tenendo presente le marcature segnate nel rispettivo campionato nazionale nella stagione 1986-1987. Il vincitore del premio è stato Anton Polster dell'Austria Vienna con 39 reti. Il premio venne inizialmente assegnato a Rodion Cămătaru della Dinamo Bucarest, che aveva segnato 44 reti nella Divizia A, ma gli venne revocato a causa delle presunte ingerenze del governo rumeno sul normale svolgimento del campionato.

## Classifica finale
| Pos | Campionato                     | Nome          | Squadra        | Gol |
| --- | ------------------------------ | ------------- | -------------- | --- |
| 1   | 1. Division                    | Anton Polster | Austria Vienna | 39  |
| 2   | A Republikanska futbolna grupa | Nasko Sirakov | Levski Sofia   | 36  |
| 3   | Scottish Premier Division      | Brian McClair | Celtic         | 35  |